# Miyawaka
Miyawaka (jap. 宮若市 Miyawaka-shi) ist eine kreisfreie Stadt in der Präfektur Fukuoka in Japan.

## Geographie
Miyawaka liegt westlich von Kitakyūshū und östlich von Fukuoka.

## Geschichte
Die Stadt entstand am 11. Februar 2006 durch Zusammenschluss der Gemeinden Miyata (宮田町, -machi) und Wakamiya (若宮町, -machi) des Landkreises Kurate.

## Weblinks

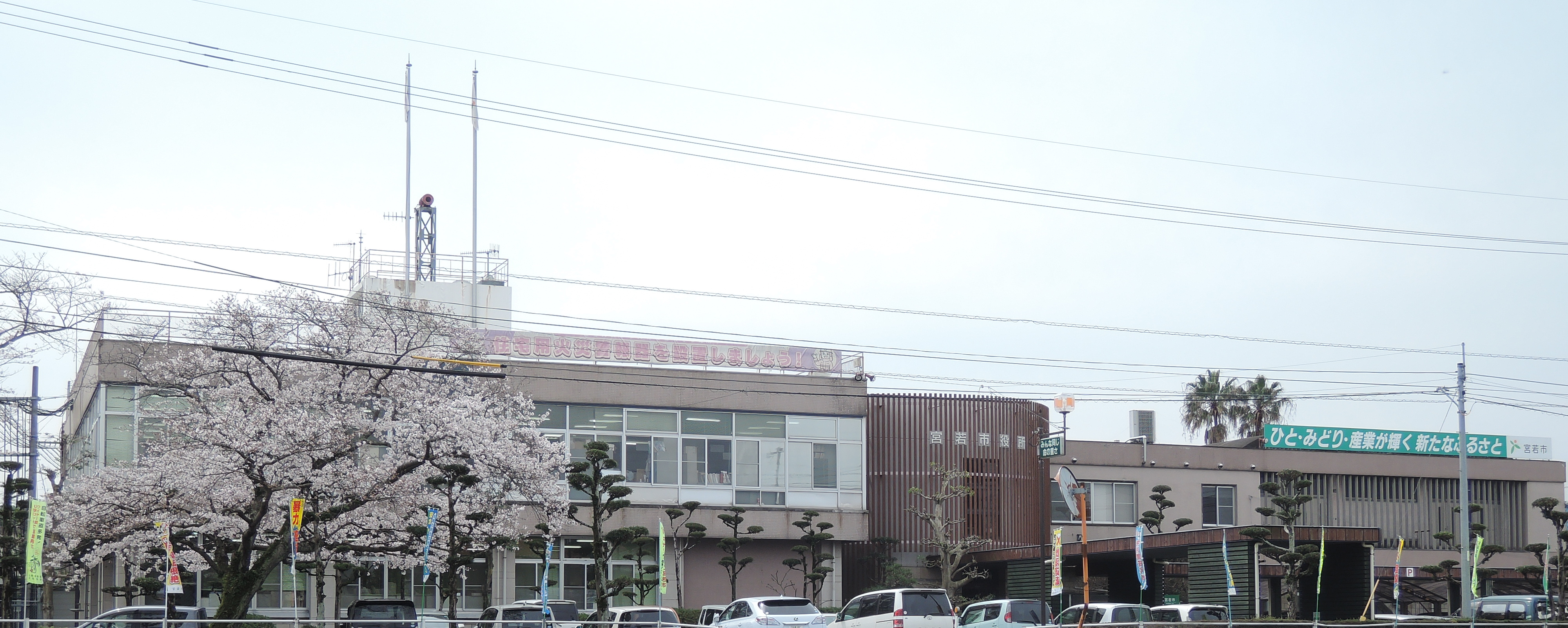
Rathaus von Miyawaka

## Verkehr
- Straßen:
  - Kyūshū-Autobahn

## Angrenzende Städte und Gemeinden
- Fukutsu
- Munakata
- Koga
- Iizuka
- Nōgata
- Kurate
- Kotake
- Hisayama
- Sasaguri